# イオン米沢店
イオン米沢店（イオンよねざわてん）は山形県米沢市春日にあるイオングループの企業であるイオン東北株式会社が運営・管理する総合スーパー（GMS）である。
本項では、前身の米沢ファミリーデパート（サンホーユー米沢店）及び米沢ショッピングセンター（ジャスコ米沢店）についても記述する。

## 歴史・概要

### 行政主導の商業核構想の挫折
昭和30年代中ごろに「カクダイ（かくだい食品、マックスバリュ東北の前身の一つ）」や「十字屋」、「糸屋」、「みどりや」などの食品や衣料品を扱うスーパーが米沢市でも営業するようになって競争が激化し始めた。
それを受けて、米沢市の商業面での求心力を高めようと米沢市と米沢商工会議所が中心になって、移転後の米沢市役所跡地を活用して大型店を設置することを構想したのが始まりである。
当初は、米沢市役所本庁舎跡地には地場資本と福島市に本拠地を置く「中合」が共同で出資する「米沢中合」、分庁舎跡地には地元商店が入居する寄合百貨店「あづま」の建設を行う方向で計画の策定が進められた。
ところが、この米沢市役所跡地の計画とは別に山形市に本拠地を置く「大沼」が米沢店を開設するための申請を行ったため、「米沢中合」と合わせて一気に2つの百貨店が開業を目指す状況となった。
商業の活性化のための中心核となる大型店という構想が進められていたことから1店舗の百貨店が開業することへの理解は進んでいたものの、同時に2店舗が開業することに対しては絶対反対といった強い反発が地元の商業者などから生じることになった。
さらに、両店ともに米沢市街に本拠地を置く資本が中心となるものであったことから、市外資本の進出への反発も重なり、強い反対運動が展開されることになった。
そのため、百貨店法に基づく「商業調整協議会」の第1回で一旦両店の売場面積を申請から共に約17%削減するとの案で決着したかに見えたが、同協議会の第2回で2店舗同時出店と市外資本進出への反対意見が強く出たことから第1回の案は保留となって審議が継続され、第4回では第1回の案が白紙撤回されるに至った。
そこで、「過当競争の自粛」や「米沢市商店街連合会の協同事業への協力」などの条件を課したうえで、売場面積の削減幅をから共に約36.8%削減し、「米沢中合」が約4,070m2、「大沼米沢店」が約3,520m2という形で結審することになった。
この結審を受けて、「大沼米沢店」が、米沢市の中心市街地の一角にある「平和通り」に地上6階建ての店舗を建設し、売場面積約3,511m2で地場資本のテナントも導入する形で、1970年（昭和45年）11月に開業した。
ところが、「米沢中合」は出店せず、名店街協同組合を発足させて進められていた寄合百貨店「あづま」も頓挫して、行政主導の商業核の設置構想は挫折する形となった。

### 米沢ショッピングセンターの開設とジャスコの進出

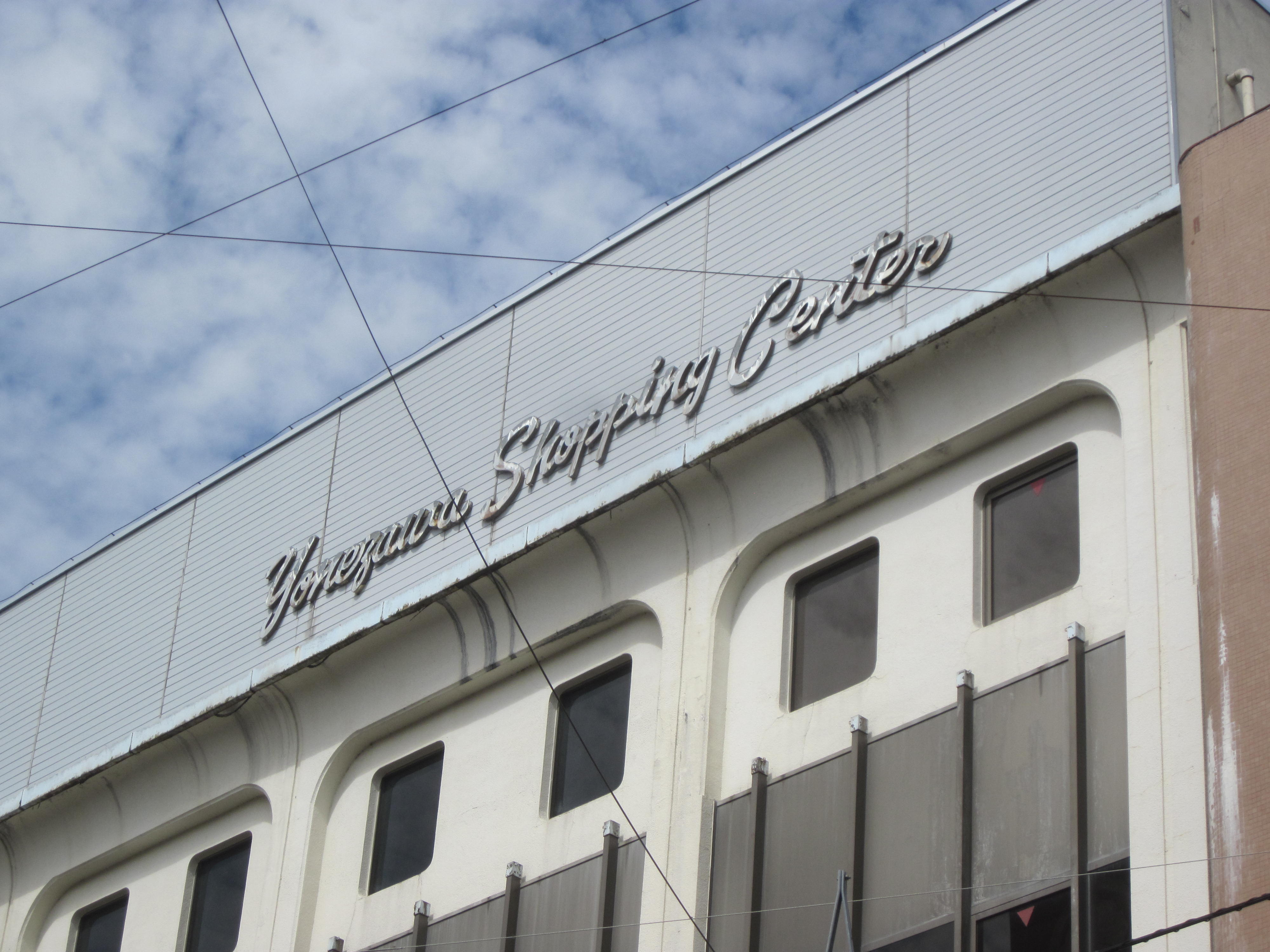
米沢ショッピングセンター英字表記の壁面看板

先述の米沢市役所跡地での行政主導の商業核の設置構想が挫折したのを受けて、米沢市役所分庁舎跡地（敷地面積約2,948m2）での寄合百貨店「あづま」の予定地に、1971年（昭和46年）10月に開業したのが地下1階・地上4階建ての「米沢ショッピングセンター」である。
このショッピングセンターは、当時地場資本でスーパーを展開していた「かくだい食品（マックスバリュ東北の前身の一つ）」が「ジャスコ（現・イオン・イオンリテール）」と提携して開設したものであった。開設に当たっては、「ジャスコチェーン」や「ジャスコモード」といったダミー会社が運営する店舗が集まった「疑似百貨店」の形式であったため、百貨店法の規制を逃れて開業することになった。
そのため、売場面積は約6,175m2と「大沼米沢店」を大きく上回る規模での開設が実現した。
ただし、市役所跡地への地元商店が入居する寄合百貨店構想を引き継ぐ側面があったことから、開業時には地元商店のテナントが41店入居する形となった。
その後、「大規模小売店舗法」への移行に伴ってこのショッピングセンターはその規制対象に加えられ、法改正を経て規定された「第一種大規模小売店舗」となり、擬似百貨店としての運営が必要なくなったことから「ジャスコ米沢店」を核店舗として営業を続けた。
しかし、1991年（平成3年）に「ジャスコ米沢店」が撤退することに伴って閉鎖となり、「米沢ショッピングセンター」としての歴史に終止符を打った。
なお、2001年（平成13年）8月21日付で「ジャスコ」から「イオン」に社名変更し、2011年（平成23年）3月1日に店名も「ジャスコ」から「イオン」にされているが、このショッピングセンターの核店舗だった「ジャスコ米沢店」は当店の直接の前身ではない。
当ショッピングセンターの店舗跡には翌年の1992年（平成4年）に、「米沢ポポロ」が開業。しかし、中心市街地の衰退も重なり、テナントが埋まらず、ビル内に市民ギャラリーを併設した。
その後は、大河ドラマ『天地人』の放映に併せ、1階に歴史資料館「戦国の杜」を、2010年（平成22年）4月17日から2012年（平成24年）3月まで、1階にて開いていた。
米沢市が中心市街地活性化基本計画事業の一環として解体されて2014年（平成26年）度に「米沢新文化複合施設」が建設される予定だった。
しかし、ポポロに入居するテナントの一つが2012年（平成24年）4月に退去しない意向を示し、テナントとビル所有者間の訴訟となったため、西側の「まちの広場」に変更された。
なお、米沢ショッピングセンター5階には、ボウリング場「米沢セントラルボウル」があったが、2009年（平成21年）5月31日をもって、閉鎖された。

### 米沢ファミリーデパート
先述の米沢市役所跡地での行政主導の商業核の設置構想が挫折したのを受けて、米沢市役所本庁舎跡地（敷地面積約2,805m2）での百貨店「米沢中合」の予定地に、1972年（昭和47年）11月に開業したのが地上5階建ての「米沢ファミリーデパート」である。
「米沢ファミリーデパート」は、当時地場資本で衣料店を展開していた「クサカリ」が「ニチイ（後のマイカル、現・イオンリテール）」と提携して開設したものであった。
開設に当たっては、この店舗も「米沢ショッピングセンター」と同様にダミー会社が運営する店舗が集まった「疑似百貨店」の形式であったため、百貨店法の規制を逃れて開業することになった。また、食料品売り場は直営ではなく、紅丸商事（後のヨークベニマル）が入居。紅丸商事にとって、この店舗が福島県外初の店舗となった。
そのため、売場面積は約5,500m2と「大沼米沢店」を大きく上回る規模での開設が実現した。
なお、開業時には5階にボウリング場が入居していたが、1974年（昭和49年）に撤退した。
その後、「大規模小売店舗法」への移行に伴ってこの店舗はその規制対象に加えられ、法改正を経て規定された「第一種大規模小売店舗」となり、擬似百貨店としての運営が必要なくなったことから「サンホーユー（後のマイカル東北）」の店舗として営業を続けた。
しかし、当店が「米沢サティ」として開業することに伴い、1994年（平成6年）1月に閉店した。
建物は、1996年（平成8年）5月から7月にかけて解体された。
跡地は1996年（平成8年）に市が購して「まちの広場」として整備・利用されていたが、2013年（平成25年）10月4日に市民ギャラリーと米沢市立図書館を併設した「米沢新文化複合施設」が着工した。 2016年7月1日、新文化複合施設であるナセBAが開館した。

### 米沢サティ

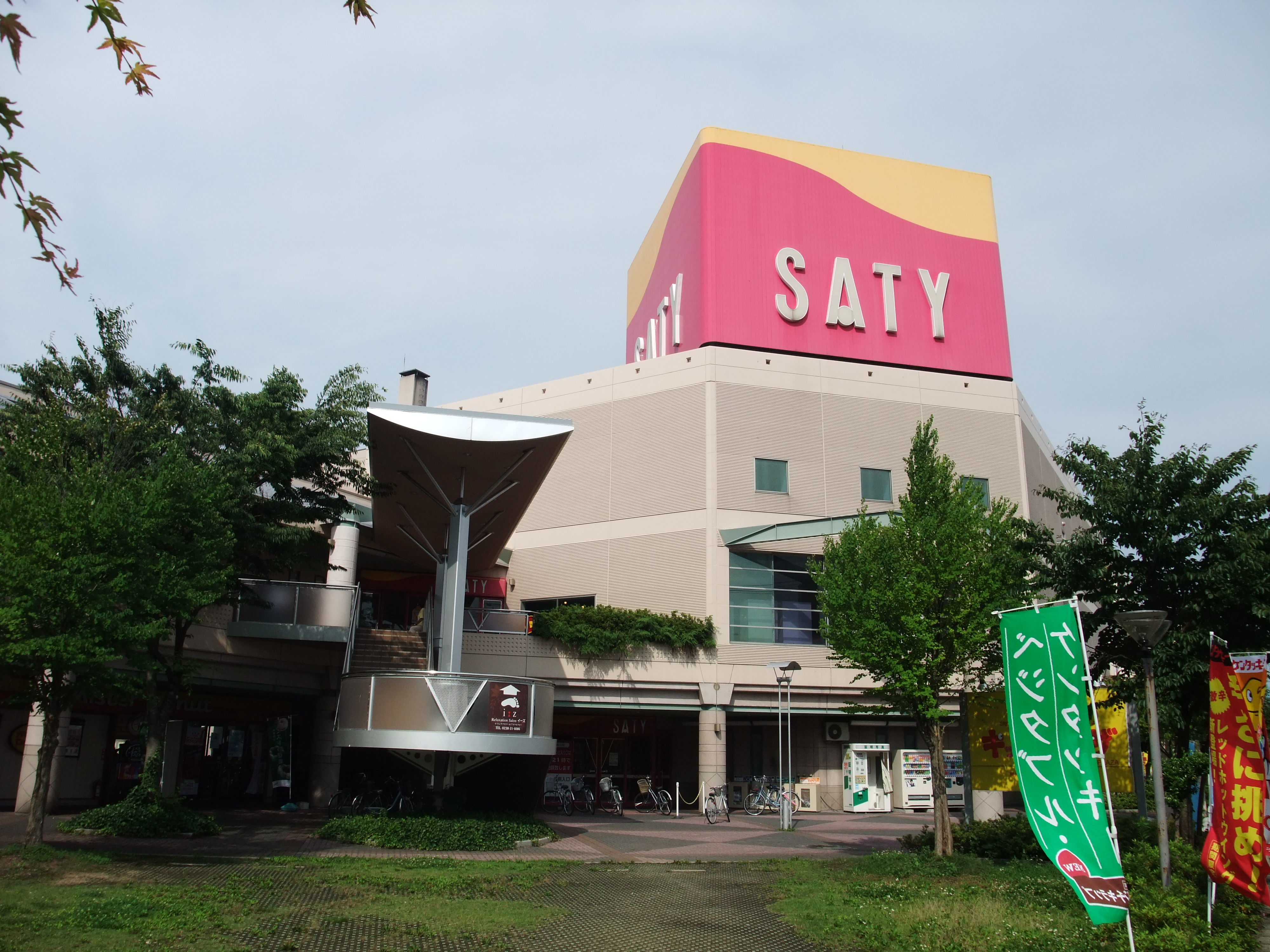
米沢サティ（2009年7月撮影）

「米沢サティ」は米沢市の郊外の 山形県道152号米沢環状線沿いに、1994年（平成6年）3月4日に開業した。
先述の通り、当店の開業に伴って「サンホーユー米沢店」を閉店したほか、「米沢ショッピングセンター」も「ジャスコ米沢店」が撤退していったん閉鎖となるなど、大型店が3店舗並んでもっとも繁栄していた「平和通り」を含めた米沢市の中心市街地は集客の核を失って商業の中心としての地位を喪失する形となった。
当店は2001年（平成13年）9月に秋田サティ、旧・盛岡南サティ、一関サティ、福島サティ、会津サティ、いわきサティなどと共にマイカル東北からマイカル本社に譲渡されてマイカル直営店舗になった。
しかし、同月14日に「マイカル」は東京地方裁判所に民事再生法の適用を申請して事実上破綻した。

### イオングループへ
その後、イオンが再建の支援を行う上で求めていたため、同年11月22日に東京地方裁判所に会社更生法の適用を申請して、破綻処理の手法を民事再生法から切り替えることになった。
「マイカル」は「イオン」の支援を受けて経営再建を行うことになったことに伴い、同社のプライベートブランド「トップバリュ」を取り扱うことになった。
2011年（平成23年）3月1日に営業していたサティは全てイオンへ転換したため、当店も店名を変更している。
また、シネマコンプレックスの「ワーナー・マイカル・シネマズ」は運営会社の「ワーナー・マイカル」が「イオンシネマズ」と2013年（平成25年）7月1日に合併して「イオンエンターテイメント」となるのに伴い、劇場名を「イオンシネマ」に変更することになった。

## 沿革
- 1971年（昭和46年）10月 - 米沢市役所本庁舎跡地に地下1階・地上4階建ての「米沢ショッピングセンター（ジャスコ米沢店）」が開業[3]。
- 1971年（昭和47年）11月 - 米沢市役所分庁舎跡地に「米沢ファミリーデパート」が開業[3]。
- 1991年（平成3年） - 「ジャスコ米沢店」が撤退し、「米沢ショッピングセンター」が閉鎖[3]。
- 1994年（平成6年）
  - 1月 - 「サンホーユー米沢店」（旧・米沢ファミリーデパート）が閉店[3]。
  - 3月4日[2] - 「米沢サティ」開店[3]。
- 1998年12月5日 - 「ワーナー・マイカル・シネマズ米沢」開館。
- 2001年（平成13年）
  - 9月 - マイカル東北からマイカル本社に譲渡され、マイカル直営店舗になる[14]。
  - 9月14日 - 「マイカル」が東京地方裁判所に民事再生法の適用を申請して事実上破綻[15]。
  - 9月18日 - 「マイカル東北」が東京地方裁判所に民事再生法の適用を申請して事実上破綻[14]。
  - 11月22日 - 「マイカル」が東京地方裁判所に会社更生法の適用を申請して、破綻処理の手法を民事再生法から切り替え[16]。
- 2005年（平成17年）7月22日 - 新装開店
- 2011年（平成23年）3月1日 - GMS事業の再編に伴い、イオンリテールに吸収合併され「イオン」へ店名変更[5]。
- 2013年（平成25年）7月1日 - 「ワーナー・マイカル・シネマズ」が合併して「イオンエンターテイメント」となるのに伴い、劇場名を「イオンシネマ」に変更[18]。
- 2020年（令和2年）
  - 3月1日 - イオン東北株式会社発足に伴い、店舗の管理・運営および食品売場をイオン東北に移管[19]。
  - 4月1日 - 本店を含む全国のイオン直営売場での無料レジ袋配布終了[20]。
  - 4月16日 - 新型コロナウイルス感染症流行に伴う緊急事態宣言を受けて、この日から5月17日までイオンシネマ米沢が臨時休業[21]。
- 2021年（令和3年）
  - 9月1日 - イオン東北とイオンリテール東北事業本部の統合に伴い、衣料、住居余暇、H&BC各売場をイオン東北に移管[22]。

## フロアとテナント

### フロア概要
核店舗のイオン米沢店、シネマコンプレックスのイオンシネマ米沢と約38の専門店で構成される。
| 階  | フロア概要                               |
| --- | ---------------------------------------- |
| R階 | 屋上駐車場                               |
| 3階 | キッズプラザ＆ホームファッションのフロア |
| 2階 | 婦人・紳士・服飾＆肌着のフロア           |
| 1階 | 食品＆H＆BC（美＆健康）のフロア          |

### 主なテナント
1階
- 築地銀だこ（たこ焼）
- ケンタッキーフライドチキン（ファストフード）
- サイゼリヤ（レストラン）
- サーティーワンアイスクリーム（アイス）
- コムサイズム（ファミリー）
- 宮脇書店（書籍）
- チャンスセンター（宝くじ）

2階
- ハニーズ（レディス）
- マックハウス（ファミリー）
- ブティックエコー（レディス）
- 明光義塾（学習塾）
- UQスポット（携帯ショップ）
- モーリーファンタジー（ゲームセンター）

3階
- セリア（100円ショップ）
- ほけんの窓口（保険）
- スタジオアリス（写真館）
- モーリーファンタジー（ゲームセンター）

※テナント情報は2022年3月時点
出店テナント全店の一覧詳細情報、営業時間およびATMを設置している金融機関の詳細は公式サイト「イオン米沢店」を参照。

## イオンシネマ米沢

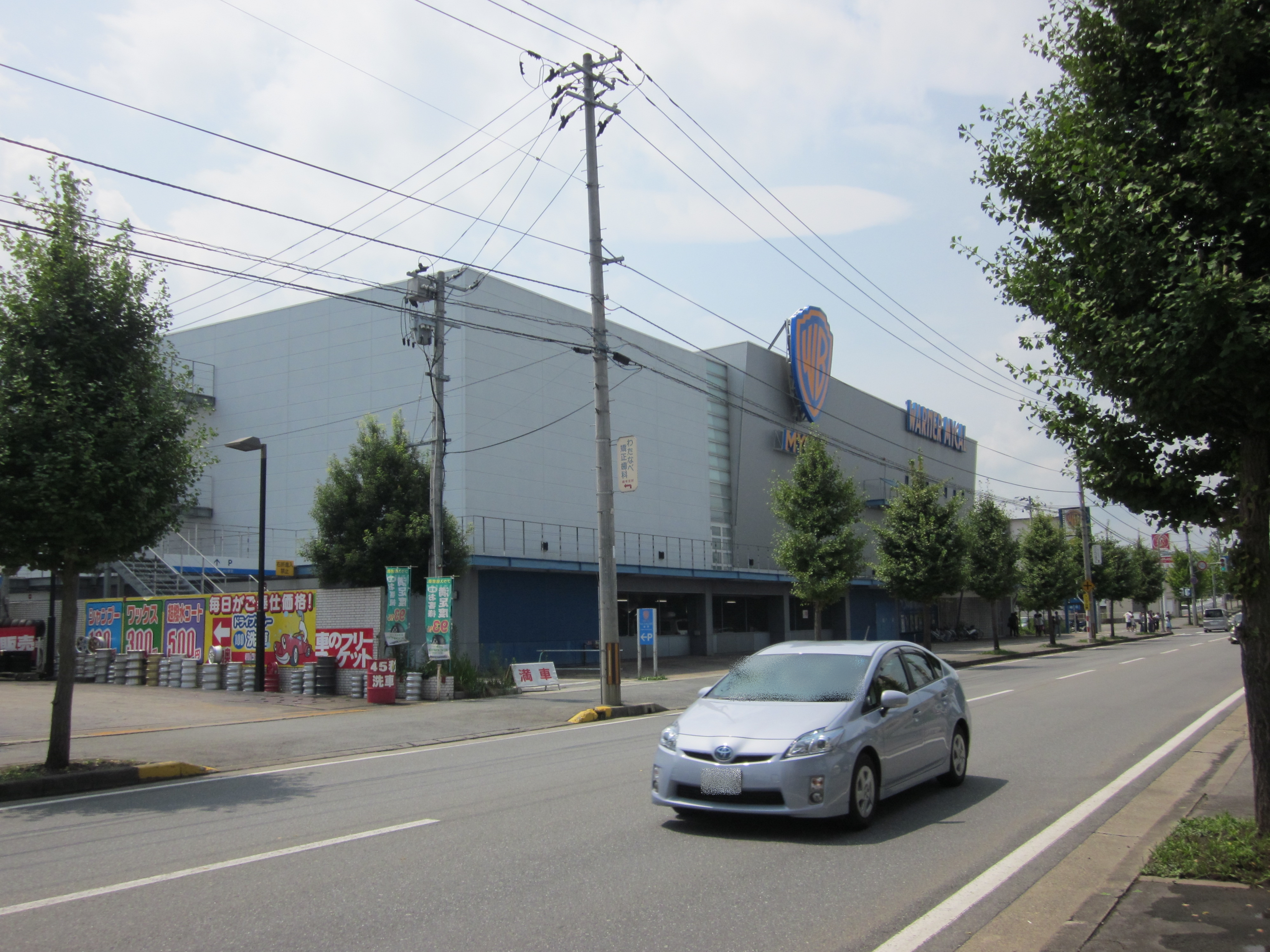
ワーナー・マイカル・シネマズ米沢（2010年8月撮影）

イオンシネマ米沢（イオンシネマよねざわ）は、イオンエンターテイメントが経営している、イオン米沢店の別館にある映画館（シネマコンプレックス）である。
1998年（平成10年）12月5日に「ワーナー・マイカル・シネマズ米沢」としてオープン。米沢市にとっては1988年（昭和63年）9月に閉館した「米沢丸ノ内映画劇場」以来10年ぶりの映画館であった。2013年（平成25年）7月1日にワーナー・マイカルがイオンシネマズと合併したのに伴い現名称に改称。ワーナー・マイカル・シネマズとしては唯一、総座席数が1,000席未満だった。
なおイオン米沢店とは道路を隔てた位置に存在し、連絡通路は設けられていない。
| スクリーンNo. | 座席数 | 音響                  | 備考   |
| ------------- | ------ | --------------------- | ------ |
| 1             | 84     | 5.1chデジタルサウンド |        |
| 2             | 122    | 5.1chデジタルサウンド |        |
| 3             | 112    | 5.1chデジタルサウンド |        |
| 4             | 122    | 6.1chサラウンドEX     |        |
| 5             | 112    | 5.1chデジタルサウンド |        |
| 6             | 212    | 6.1chサラウンドEX     | 3D対応 |
| 7             | 184    | 5.1chデジタルサウンド | 3D対応 |

## アクセス
鉄道
- JR米坂線 - 西米沢駅から徒歩で約29分
- JR米沢駅から徒歩で約34分

自動車
- 東北中央自動車道 - 米沢中央ICより約6分、米沢北ICより約8分

駐車場
当施設の駐車場は、834台利用可能である。
| 施設駐車場 | 駐車台数 | 駐車可能時間                                        | 備考           |
| ---------- | -------- | --------------------------------------------------- | -------------- |
| 平面駐車場 | 621      | 7:00 - 22:00(食品入口側1・2番) 7:00 - 21:00(その他) |                |
| 屋上駐車場 | 213      | 7:45 - 20:30                                        | 重量制限2t以下 |